# Porcellana Pinxton

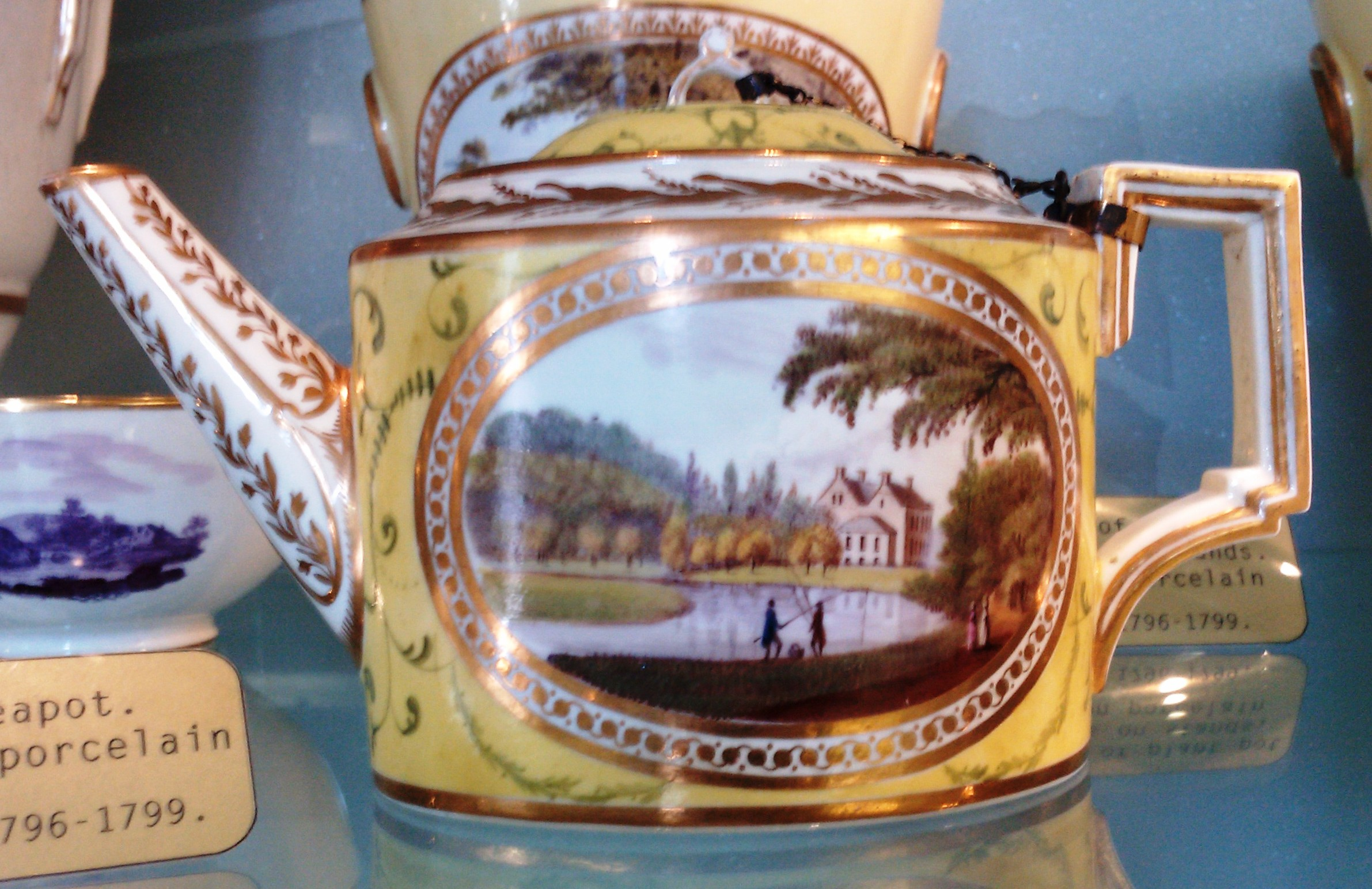
Teiera della porcellana Pinxton che mostra Brookhill Hall

La Porcellana Pinxton era una serie di porcellane create da William Billingsley e john Coke a Pinxton nel Derbyshire, in Inghilterra.

## Storia
La fabbrica di porcellana Pinxton fu creata su un terreno affittato dal terzo figlio del reverendo D'Ewes Coke, che si mise in affari con il pittore ed imprenditore William Billingsley. Billingsley, che si era formato presso la Royal Crown Derby era allora un artista rinomato per la qualità della sua pittura su porcellana, ma era anche interessato a perfezionare una ricetta di porcellana ottenuta da Zacariah Boreman. Billingsley alla fine lasciò perdere e per un breve periodo andò a Mansfiled dove aprì un negozio dove vendeva porcellana d'importazione che lui stesso aveva decorato. John Coke continuò l'attività dal 1799 al 1806, affiancato nel biennio 1801-1802 da Henry Banks come partner.
Coke sposò Susanna Wilmot nel mese di aprile 1806 e, sebbene l'attività di porcellana continuasse sotto John Cutts, che era stato direttore per la decorazione fino al 1813, l'interesse di Coke si spostò alla sua attività di estrazione del carbone a Pinxton ed egli si trasferì nella casa di famiglia a Debdale Hall. La teiera in foto fu creata dalla fabbrica di Pixton e mostra Brookhill Hall, che era una casa di John Coke. Questa teiera è parte della collezione di porcellane Pinxton al Derby Museum and Art Gallery.